# Ключевая (Владимирская область)
Ключевая — деревня в Юрьев-Польском районе Владимирской области России. Входит в состав Красносельского сельского поселения. Нежилая

## География
Деревня расположена в истоках речки Вошенка в 20 км на юг от райцентра города Юрьев-Польский. 

## История
В XIX — начале XX века деревня называлась Михальцево и входила в состав Семьинской волости Юрьевского уезда, с 1925 года — в составе Калининской волости Юрьев-Польского уезда Иваново-Вознесенской губернии. В 1859 году в деревне числилось 8 дворов, в 1905 году — 22 двора.
С 1929 года деревня входила в состав Вошинского сельсовета Юрьев-Польского района, с 1940 года — в составе Калманского сельсовета, с 1959 года — в составе Кучковского сельсовета, с 2005 года — в составе Красносельского сельского поселения.
В 1966 году деревня Михальцево 2-е переименована в деревню Ключевая.

## Население
| 1859 | 1905 | 2002 | 2010 | 2021 |
| ---- | ---- | ---- | ---- | ---- |
| 68   | ↗129 | ↘0   | →0   | →0   |